# Arcieparchia di Smolensk
L'arcieparchia di Smolensk (in latino Archieparchia Smolenscensis) è stata una sede della Chiesa cattolica di rito bizantino.

## Territorio
L'eparchia comprendeva i voivodati di Smoleńsk e di Czernihów, nella Confederazione polacco-lituana.
Sede arcieparchiale era la città di Smolensk, dove fungeva da cattedrale la chiesa della Dormizione della Santissima Madre di Dio, oggi cattedrale ortodossa.

## Storia
L'arcieparchia fu eretta nel 1625, in un territorio precedentemente privo di circoscrizioni ecclesiastiche cattoliche perché abitato solo da ortodossi fino al 1611 quando la città fu occupata dall'esercito polacco dopo un assedio durato due anni. Durante l'assedio venne gravemente danneggiata la cattedrale della Dormizione, che verrà effettivamente restaurata solo a fine Seicento.
A seguito della Guerra russo-polacca (1654-1667), il suo territorio tornò sotto il dominio russo. Dopo la cattura di Polack da parte dell'esercito russo nel 1654, fu ristabilita a Smolensk l'eparchia  ortodossa omonima, subordinata al patriarca di Mosca. L'arcieparca cattolico Andrij Kvasnyns'kyj fu allora privato di tutti i suoi possessi e, costretto a lasciare la città, divenne amministratore dell'eparchia di Pinsk e Turaŭ. Alla sua morte l'arcieparchia cattolica divenne una sede titolare.

## Cronotassi dei vescovi

### Arcieparchi
- Lev Revuc'kyj Krevza † (1625 - 1639 deceduto)
- Andrij Kvasnyns'kyj † (1640 - gennaio 1665 deceduto)

### Arcieparchi titolari
- Mychajlo Paškovs'kyj † (1666 - 1670 deceduto)
- Mytrofan Druc'kyj Sokolyns'kyj † (21 maggio 1671 - 1690 deceduto)
- Jurij Malejevs'kyj † (1690 - 6 maggio 1696 deceduto)
- Josafat Hutorovyč † (1697 - 1702 deceduto)
  - Kyrylo Šypylo † (1703 - 1703 deceduto) (vescovo eletto)
- Gedeon Šumljans'kyj † (1703 - 14 febbraio 1706 deceduto)
- Michal Tarnaws'ki, O.S.B.M. † (1711 - 18 febbraio 1718 deceduto)
- Lavrentij Druc'kyj Sokolyns'kyj, O.S.B.M. † (1719 - 15 maggio 1727 deceduto)
- Antin Tomylovyč † (1736 - 23 aprile 1745 deceduto)
  - Polikarp Myhunevič, O.S.B.M. † (1747 - 1747 deceduto) (vescovo eletto)
- Cezarij Stebnovs'kyj † (1757 - 22 maggio 1762 deceduto)
- Iraklij (Herakliusz) Lisanski (Lisans'kyj), O.S.B.M. † (1763 - 14 marzo 1771 deceduto)
- Josyf Lepkovs'kyj † (14 marzo 1771 succeduto - 2 settembre 1778 deceduto)